# Izabella Vicente
Izabella Vicente de Carvalho Camargo, conhecida como Iza Vicente (Cabo Frio, Rio de Janeiro, 1995), é uma advogada, política e ativista brasileira. Filiada à Rede Sustentabilidade, foi vereadora na cidade de Macaé entre 2021 e 2024, sendo a única mulher na legislatura durante esse período. Tornou-se conhecida nacionalmente por integrar a nova geração de lideranças evangélicas que articulam fé, direitos humanos e justiça social.
Em 2025, assumiu a Secretaria Municipal de Ensino Superior de Macaé, sendo a primeira mulher negra a ocupar o cargo.

## Formação acadêmica
É formada em Direito pela Universidade Federal Fluminense (UFF), especialista em Direitos Humanos e mestre em Administração Pública pela Fundação Getulio Vargas (FGV).

## Atuação política
Eleita vereadora em 2020 com 1.877 votos, Iza Vicente integrou a bancada da Rede Sustentabilidade na Câmara Municipal de Macaé, onde presidiu a Comissão de Direitos Humanos e atuou como Procuradora da Mulher. Durante o mandato, foi autora de mais de 40 leis municipais, com foco em igualdade de gênero, justiça racial, acesso à educação e saúde pública.
Entre suas iniciativas legislativas estão leis que garantem cotas raciais em concursos e vestibulares municipais e a inclusão de pessoas em situação de rua no acesso ao transporte público gratuito da cidade.
Foi destaque em debates nacionais sobre violência política de gênero e sobre a presença de lideranças evangélicas progressistas no cenário público.

## Secretária Municipal
Em janeiro de 2025, foi nomeada secretária de Ensino Superior de Macaé, à frente da Secretaria Municipal de Ensino Superior. A proposta da secretaria é ampliar o acesso ao ensino superior público e gratuito, especialmente para moradores das periferias e grupos historicamente excluídos.

## Militância e ativismo
Iza Vicente atua em diversas frentes de mobilização por justiça social e direitos das mulheres. Participou da criação do Elo Mulheres em Rede em Macaé, estrutura partidária voltada à formação e fortalecimento da participação política feminina na Rede Sustentabilidade. É considerada uma liderança religiosa e progressista.
É autora de artigos sobre desigualdades sociais e mobilidade social, como “Vencer na vida é sonho da periferia e de Gil do Vigor”, publicado no portal Poder360.

## Reconhecimento
Seu nome aparece entre os principais representantes de uma nova geração de lideranças evangélicas que desafiam a hegemonia conservadora no campo religioso brasileiro.